# Rubizhne (Lugansk)
Rubizhne (en ucraniano: Рубіжне; en ruso: Рубежное, romanizado: Rubézhnoye) es una ciudad ucraniana perteneciente al óblast de Lugansk. Situada en el sudeste del país, servía ciudad de importancia regional, aunque ahora es parte del raión de Sievierodonetsk y centro del municipio (hromada) de Rubizhne. 
La ciudad se encuentra ocupada por Rusia desde el 12 de mayo de 2022, siendo administrada como parte de la de facto República Popular de Lugansk.

## Geografía
Rubizhne está situada a orillas del río Donets, cerca de Lisichansk y Sievierodonetsk. La ciudad se encuentra a 85 kilómetros al noroeste de Lugansk. 

### Clima
La ciudad está ubicada en una zona de fuerte clima continental con veranos bastante secos e inviernos nevados con una capa de nieve inestable. La temperatura media del mes más cálido, julio, es de 21-22 °C y la del mes más frío (enero) de -7 a -8 °C. La temperatura máxima en verano alcanza los 39,5 °C y la temperatura mínima en algunos inviernos alcanza los -34 °C. La precipitación media es de hasta 284 mm de abril a octubre, con fuertes variaciones anuales.

## Historia
En 1730 el coronel Rashkevich fundó la actual Lisichansk, entonces una aldea llamada Rubizhne, a la orilla derecha del río Donets. 
La actual Rubizhne fue fundada en 1895 y se desarrolló a partir de la construcción del ferrocarril Lisichansk-Kúpiansk. La ciudad comenzó a crecer a partir de una estación de tren construida en 1904.
La Primera Guerra Mundial, así como el aumento de la explotación por parte de los propietarios de las fábricas hicieron que se creara un clima propicio para la revolución rusa en la ciudad y el 9 de octubre de 1917 se creó una célula bolchevique. El 17 de abril de 1918, después de una feroz batalla entre los bolcheviques y las tropas ucranianas y aliadas, el Ejército Rojo se retiró a Lisichansk. Cuando los alemanes se retiraron en noviembre de 1918, ésta fue tomada por el Ejército Blanco hasta que fue recuperada por los soviéticos.
En el período inicial de la URSS, el asentamiento formaba parte de la recién creada región de Lugansk. La industria se desarrolló activamente. Un periódico local se publica en la ciudad desde marzo de 1931.
La ciudad fue ocupada por las tropas de la Wehrmacht el 10 de julio de 1942 y liberada por el Ejército Rojo el 31 de enero de 1943. Durante la Segunda Guerra Mundial, los alemanes operaron una prisión nazi en la ciudad mientras la ocuparon en 1942-1943.
Desde el 24 de agosto de 1991, Rubizhne forma parte de la Ucrania independiente.
Al estallar la guerra del Dombás a mediados de abril de 2014, las fuerzas prorrusas capturaron varias ciudades en el óblast de Lugansk, incluida Rubizhne. El 21 de julio de 2014, las fuerzas ucranianas aseguraron el control de la ciudad.
Durante la invasión rusa de Ucrania de 2022, dentro de la ofensiva del este de Ucrania, Rubizhne fue objeto de fuertes bombardeos por parte del ejército ruso. Algunos de los ataques más intensos ocurrieron a fines de marzo de 2022, que destruyeron docenas de edificios y causaron víctimas civiles. El 9 de abril de 2022 se informó de un ataque a una instalación de ácido nítrico en Rubizhne. Durante la ofensiva del Dombás, el 21 de abril, Rusia supuestamente capturó la ciudad; Ucrania lo negó. Ramzán Kadírov, presidente de Chechenia, dijo que Rusia había "liberado" la ciudad el 25 de abril. El 12 de mayo, se informó que las fuerzas ucranianas se habían retirado por completo del asentamiento para tomar nuevas posiciones defensivas cerca de Sievierodonetsk y habían destruido un puente para frenar el avance ruso.

## Demografía
La evolución de la población entre 1916 y 2021 fue la siguiente:
| 3000                                                          | 21 937 | 35 100 | 58 348 | 65 767 | 74 078 | 65 322 | 63 474 | 60 416 | 59 141 | 56 066 |
| (Fuente: Cities & Towns of Ukraine y UKRAINE: Größere Städte) |        |        |        |        |        |        |        |        |        |        |

Según el censo de 2001, la mayoría de la población son ucranianos (66,3%) pero la ciudad cuenta también una importante minoría de rusos (31,3%) y también una pequeña cantidad de bielorrusos (0,7%).

## Economía
Antes de la guerra de 2022 Rubizhne es un importante centro de la industria química y farmacéutica. Se encuentran fábricas de plásticos, anilinas, explosivos, sustancias médicas y medicamentos. La sede de Microjim, el mayor productor ucraniano de sustancias y medicamentos para cardiología, estaba situada en Rubizhne. Una de las plantas de tuberías de plástico más grandes de Ucrania también se encuentra en la ciudad.

## Infraestructura

### Arquitectura, monumentos y lugares de interés
Rubizhne tiene un pequeño museo local que lleva a cabo investigaciones y trabajos culturales y educativos, promoviendo el renacimiento de las tradiciones nacionales ucranianas. En total, hay 6 iglesias y 3 casas de oración en Rubizhne.

### Educación
El 13 de octubre de 2014, en relación con la conducción de las hostilidades en la guerra del Dombás, se anunció oficialmente que la Universidad Médica Estatal de Lugansk se trasladará temporalmente a Rubizhne. Además aquí están situado el Instituto Educativo y Científico de Física, Matemáticas y Tecnologías de la Información de la Universidad Nacional Taras Shevchenko de Lugansk.

### Sanidad
El sistema de atención médica moderno está representado por dos estructuras: el hospital central de la ciudad y la estación de atención médica de emergencia. Para brindar atención médica a pacientes internados, el hospital central de la ciudad cuenta con 325 camas y 135 camas de hospital de día.

### Transporte
La carretera más cercana de importancia nacional, Járkov-Rostov, está a 70 kilómetros de la ciudad. Las rutas Svátove-Severodonetsk-Lugansk, Taniushivka-Starobilsk-Bajmut pasan por Rubizhne. El transporte ferroviario está representado por el ramal no electrificado Popasna-Kúpiansk.

## Cultura

### Arte
La ciudad de Rubizhne tiene un Palacio de la Cultura, en la que funcionan 39 formaciones de clubes, incluidas 7 agrupaciones folclóricas, 3 ejemplares, 12 creativas y 16 asociaciones de aficionados, y su filial en la zona sur de la ciudad. También hay cuatro bibliotecas y una escuela de arte para niños.

### Deporte
En la ciudad operan el Centro de Cultura Física y Salud de la ciudad, 2 escuelas deportivas para jóvenes, el Palacio de Deportes de la Universidad Nacional Taras Shevchenko de Lugansk.

## Personalidades
- Vladímir Smirnov (1954-1982): deportista soviético de origen ucraniano que compitió en esgrima, especialista en las modalidades de florete y espada, ganando tres medallas en los JJOO de Moscú 1980.
- Fiódor Yemeliánenko (1976): político y luchador ruso de artes marciales mixtas, judo y sambo que considerado por muchos como el mejor peleador de peso pesado en la historia de las artes marciales mixtas.
- Oleksandr Kaydash (1976): atleta ucraniano especializado en la prueba de 4 x 100 m, en la que ha conseguido ser campeón europeo en 2002.
- Olha Liajova (1992): atleta ucraniana especialista en las carreras de mediofondo ganadora de varios bronces en campeonatos europeos.

## Galería

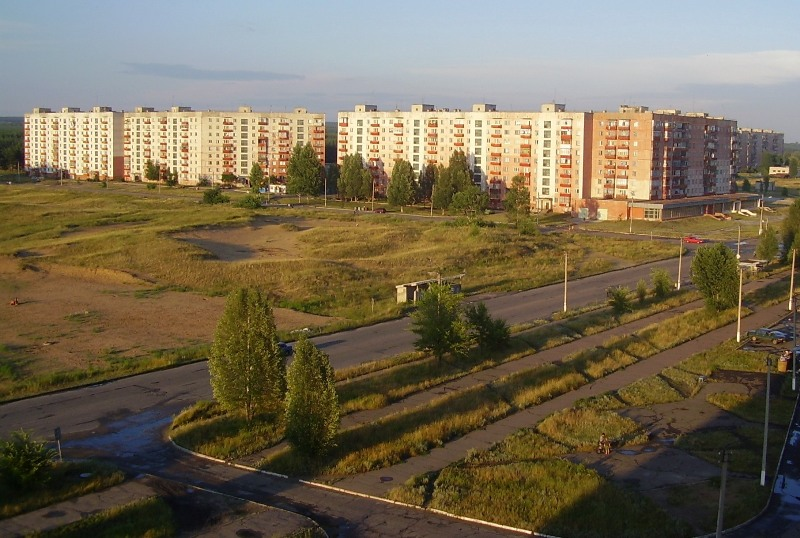
Bloques de viviendas
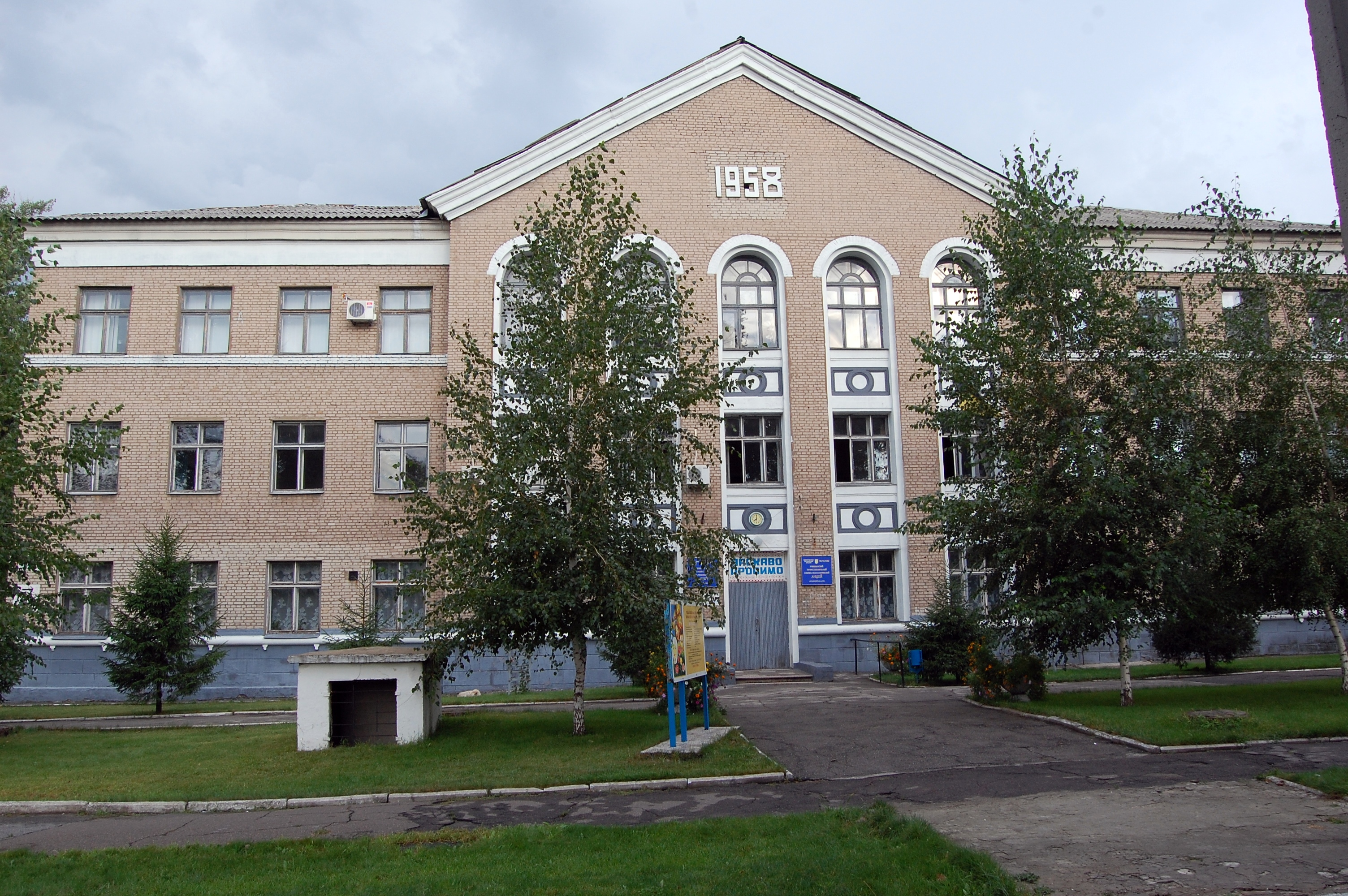
Casa de la Cultura
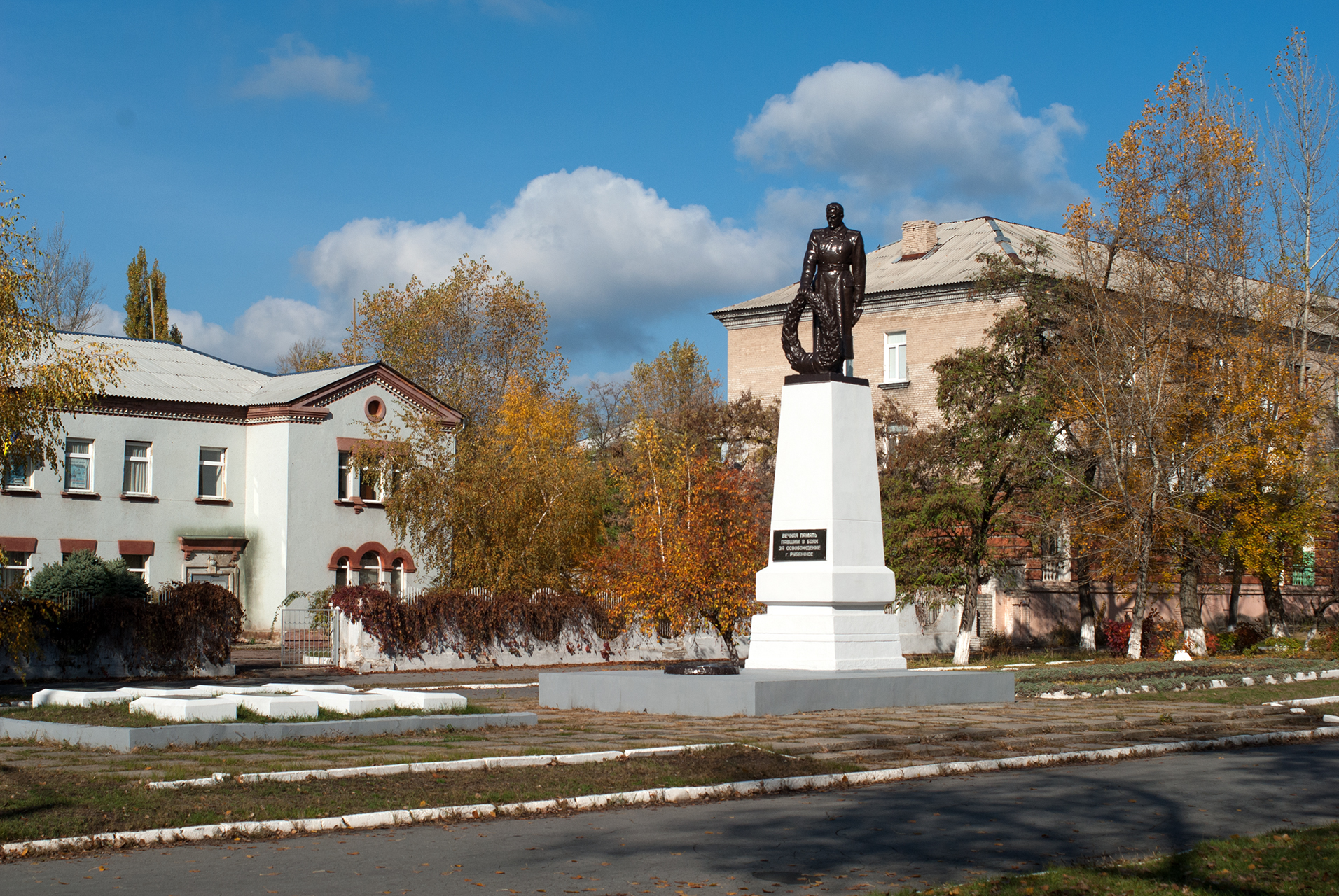
Fosa común de soldados soviéticos
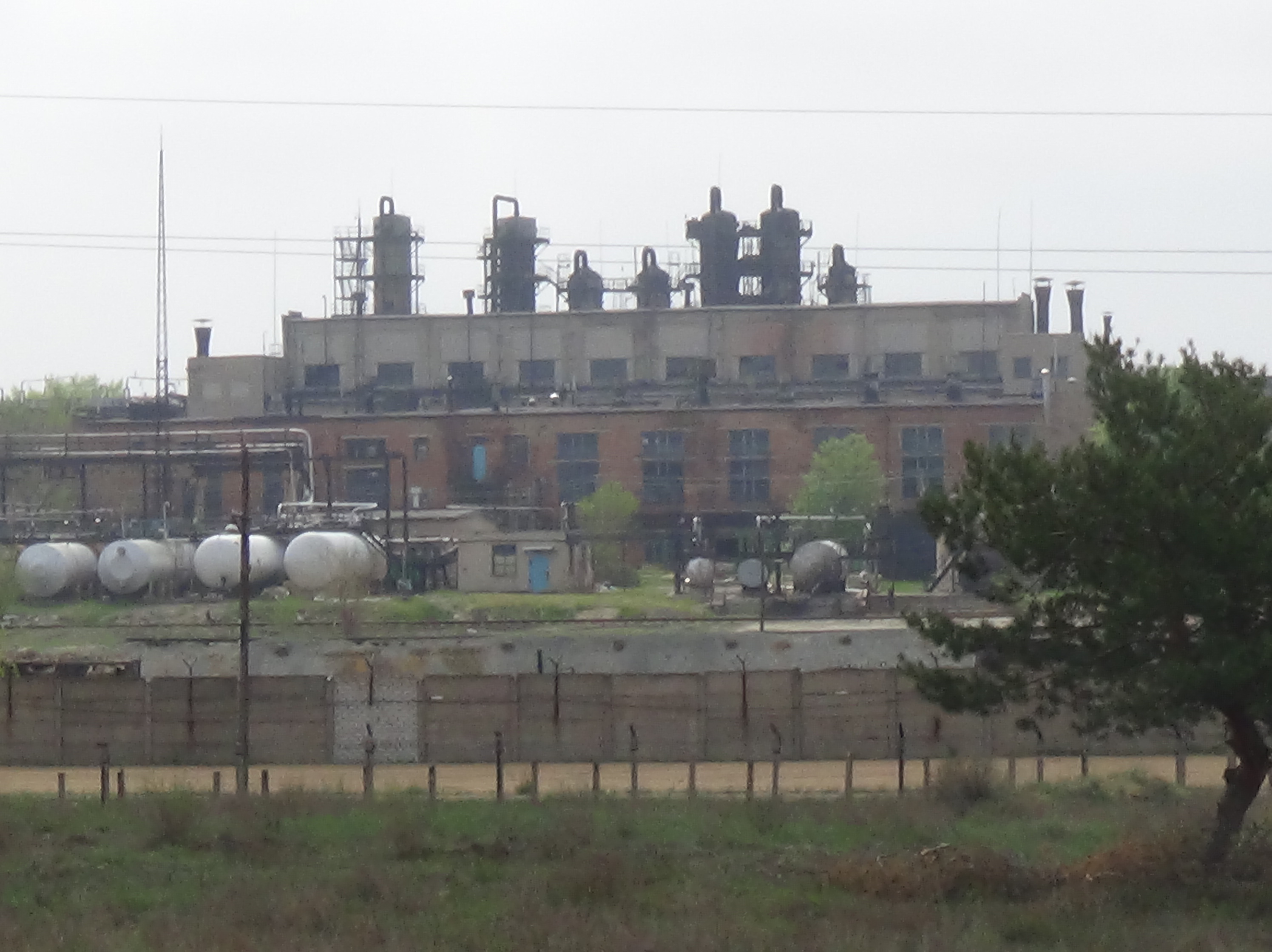
Industria local
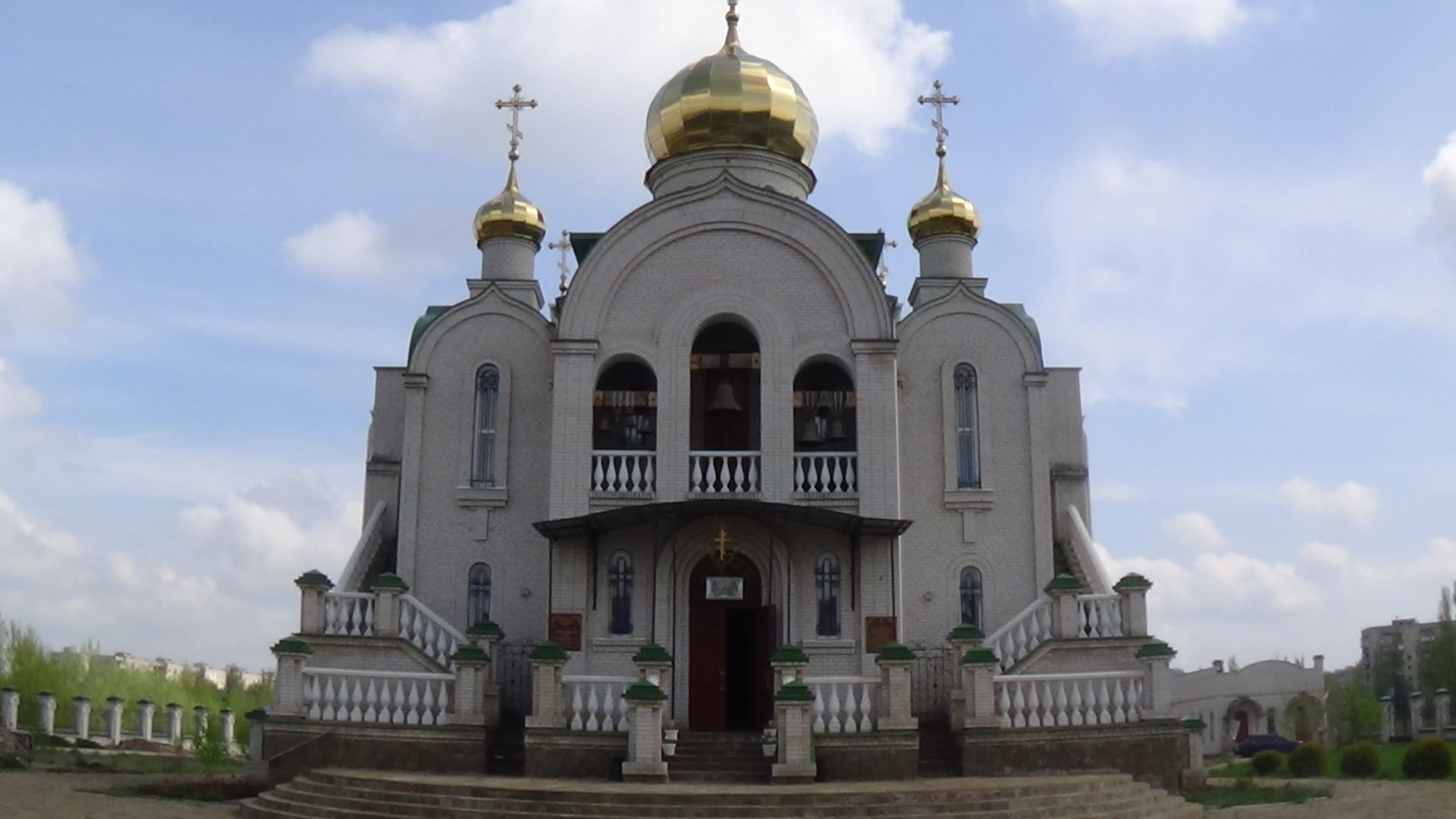
Iglesia de la Santa Asunción
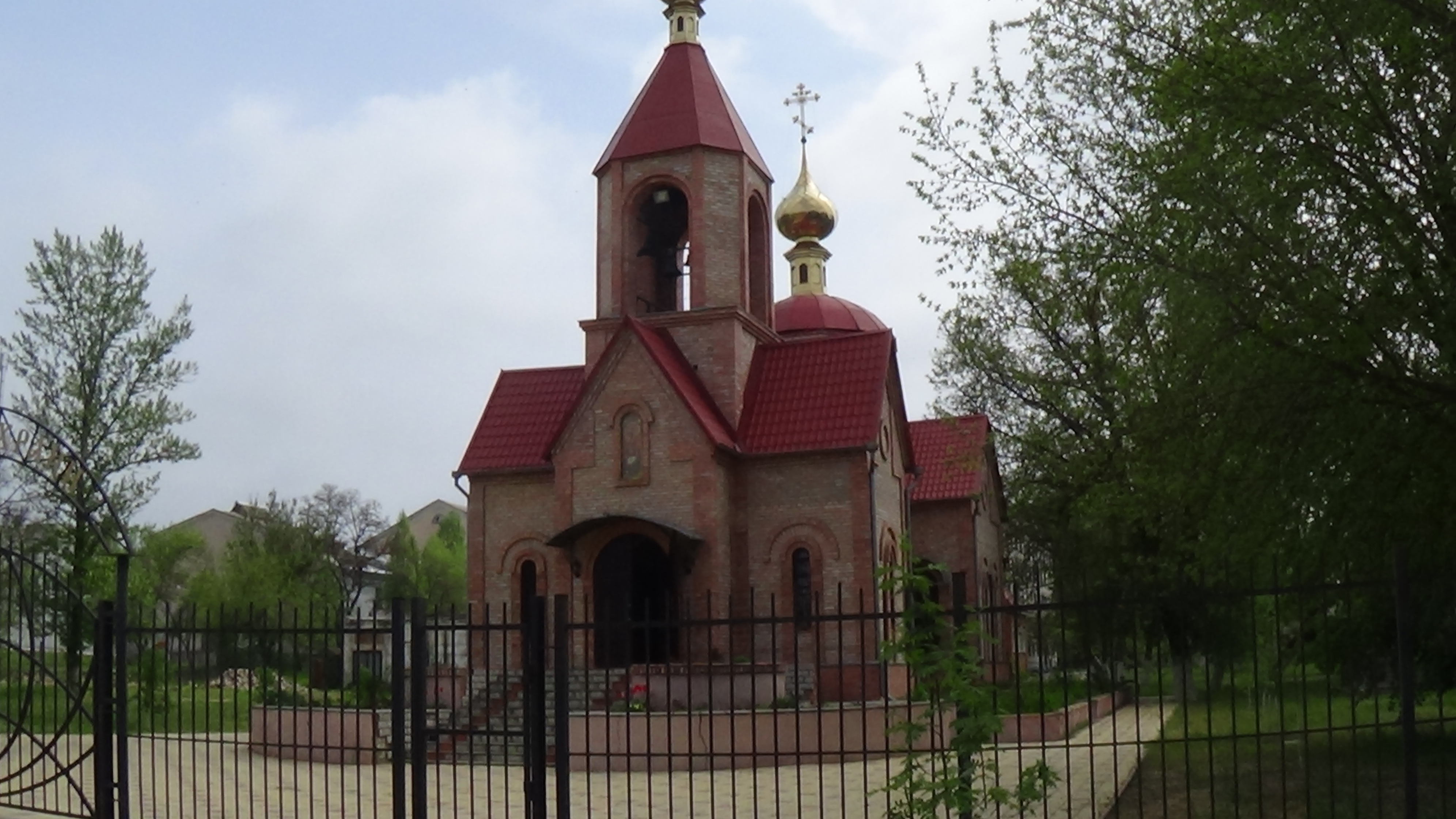
Iglesia sur de Rubizhne
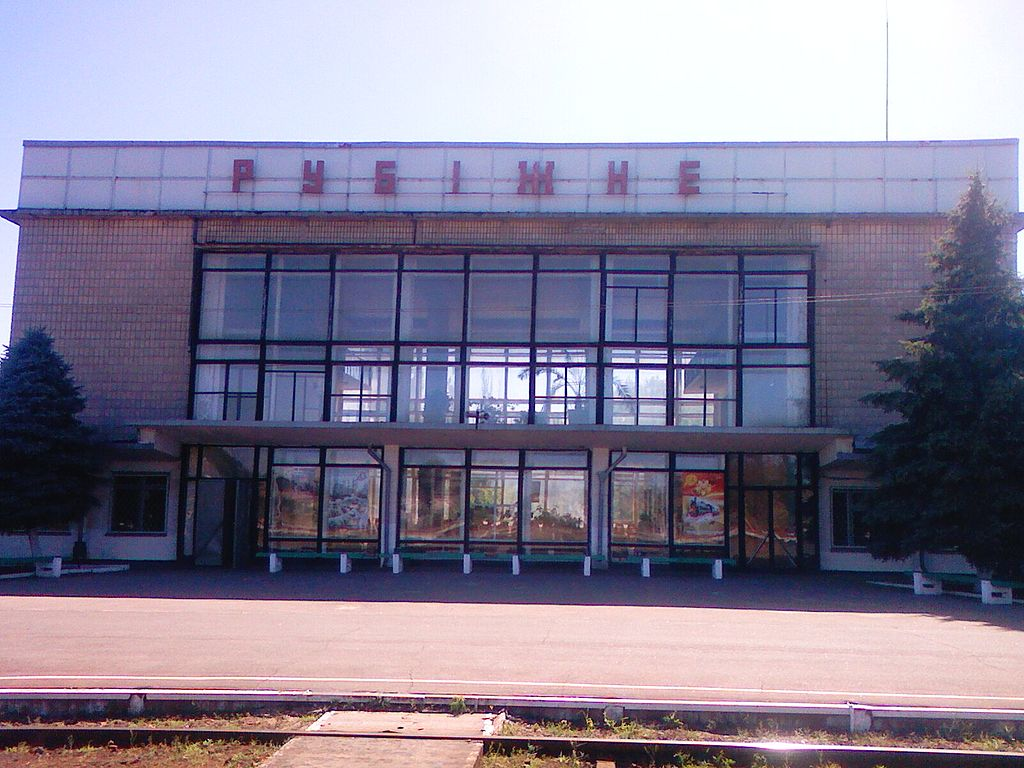
Estación de trenes

## Ciudades hermanadas
Rubizhne está hermanada con las siguientes ciudades:
- Rossosh, óblast de Vorónezh, Rusia.
- Dolina, Ucrania.